# 小田切政純
小田切 政純（おだぎり まさずみ、慶応2年2月12日（1866年3月28日） - 1940年（昭和15年）6月7日）は、大日本帝国陸軍軍人。最終階級は陸軍中将。位階勲等は正四位勲二等功四級。

## 経歴・人物
長野県の平民小田切与平の長男として生まれる。1900年（明治33年）4月家督を継ぐ。
1891年（明治24年）7月に陸軍士官学校第2期卒業後、翌年3月に陸軍歩兵少尉に任官する。のち、1902年（明治35年）陸軍大学校第16期を優等で卒業し、歩兵第40連隊附となり、1912年（明治45年）3月に鳥取連隊区司令官・陸軍歩兵大佐となる。
そののち、1912年（大正元年）9月に歩兵第39連隊長、1913年（大正2年）8月に第10師団参謀長を経て、1914年（大正3年）8月に在ロシア大使館附武官となり、ウラジオストクに渡りロシアの軍事を調査。その功により勲四等功四級を叙勲する。
さらに、1916年（大正5年）8月に陸軍少将、1917年（大正6年）1月に参謀本部附、同年5月に歩兵第15旅団長を経て、1921年（大正10年）6月に陸軍中将に昇進と同時に待命、同年10月に予備役に編入。1929年（昭和4年）4月に後備役に編入した。

## 栄典
位階
- 1892年（明治25年）7月6日 - 正八位[9]
- 1895年（明治28年）2月28日 - 従七位[10]
- 1903年（明治36年）3月30日 - 従六位[11]
- 1908年（明治41年）5月11日 - 正六位[12]
- 1912年（明治45年）5月10日 - 従五位[13]
- 1916年（大正5年）9月20日 - 正五位[14]
- 正四位[3]

勲章等
- 1902年（明治35年）11月29日 - 勲五等瑞宝章[15]
- 1914年（大正3年）5月16日 - 勲三等瑞宝章[16]
- 勲二等瑞宝章[3]
- 勲二等旭日重光章[3]
- 功四級金鵄勲章[3]

## 親族
- 妻：小田切しけ（幕末の志士・薄井龍之の養子）[7]